# Río Siguacán
Río Siguacán är ett vattendrag i Guatemala.   Det ligger i departementet Departamento de Suchitepéquez, i den sydvästra delen av landet, 110 km väster om huvudstaden Guatemala City.